# Inácio de Vasconcelos Ferreira
Inácio de Vasconcelos Ferreira (Viamão, 1838 — Porto Alegre, 8 de novembro de 1888) foi um jornalista, poeta e escritor brasileiro.
Ingressou na Faculdade de Direito de São Paulo, mas não completou os estudos, por ter lhe falecido o pai. De volta à Porto Alegre participou de várias sociedades teatrais e literárias, como a Sociedade Partenon Literário.
Jornalista, foi redator do Jornal do Commercio desde sua fundação, de O Diógenes e de A Reforma. N'A Reforma escreveu a coluna Sobre respigas.  Colaborou com o jornal literário Álbum do Domingo.
Organizou, com Alcides Lima, o Almanaque Rio-Grandense. Também escreveu um livro de poesias: Rimas.